# Жоффруа де Бриэль
Жоффруа де Бриэль (фр. Geoffroy de Briel, в старой литературе — фр. Geoffroy de Bruyères) — средневековый франкский рыцарь и третий барон Каритены в Княжестве Ахайя. Он вел яркую и бурную жизнь, подробно описанную в Морейской хронике. Считавшийся лучшим рыцарем княжества, он сражался в войнах против франков и византийцев, был взят в плен в битве при Пелагонии в 1259 г. и отправлен обратно в Ахайю с условиями мира в 1261 г.. Был дважды лишен своего баронства, один раз за восстание против своего дяди и князя Ахайи Гильома II де Виллардуэн, а затем за самовольный отказ от обороны княжества ради пребывания в Италии с любовницей и женой одного из своих вассалов. Оба раза он был помилован, но отныне сохранил свой титул как дар князя. Он умер бездетным в 1275 году, и баронство было разделено.

## Происхождение
Жоффруа был сыном Гуго де Бриэля и Алисы де Виллардуэн, дочери второго князя Ахайи Жоффруа I. Семья, которая происходила из Бриель-сюр-Барс во французском графстве Шампань, в источниках упоминается по-разному, например. Brieres или Prieres (греч. Μπριέρες или Πριέρης), Bruières, Briers, Briel или Brielle. Отец Жоффруа унаследовал баронство Каритена примерно в 1222 г. от своего брата Рено Брильского. Баронство было третьим по величине (после Аковы и Патры) в княжестве Ахайя, насчитывая 22 рыцарских вотчины и отвечая за наблюдение за мятежными жителями горной области Скорта.

## Барон Каритены и восстание против Гильома II

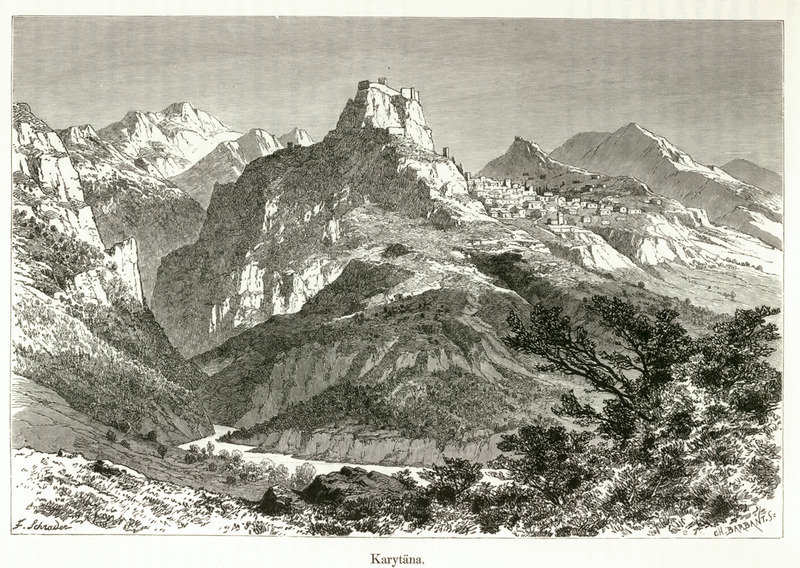
Каритена и её замок в 1887 г.

Жоффруа родился в Греции, возможно, в Каритене, вскоре после прибытия туда своего отца (около 1222/3 г.). Гуго де Ботэль умер в начале 1238 г., ему не было и сорока лет, и ему наследовал молодой Жоффруа. Основным источником информации о жизни Жоффруа различные версии «Морейской хроники», которые, по словам французского медиевиста Антуана Бона, «с таким количеством деталей и снисходительностью повествуют» о «многочисленных и красочных приключениях» "своеобразной и очаровательной фигуры, очень представительного поколения франкских сеньоров, родившихся в Греции Хроника приписывает Жоффруа строительство замка Каритайна, «греческого Толедо», как его называет Уильям Миллер. Барон пользовался высокой репутацией воина и считался «лучшим рыцарем Мореи». Согласно арагонской версии «Хроник», он содержал рыцарскую школу в замке Каритайна, где сыновья греческой знати обучались на западный манер как рыцари.
Джеффри женился на Изабелле де ла Рош, дочери герцога Афин и Фив Ги I де ла Рош. В 1256—1258 годах он участвовал в войне за Эвбейское наследство: сначала в качестве лейтенанта своего дяди и князя Ахайи Гильом II де Виллардуэна он опустошил Эвбею и отвоевал город Негропонте, но позже встал на сторону своего тестя Ги де ла Роша и других франкских сеньоров, которые выступали против амбиций Гильома II. Однако тот победил в битве при Кариди в 1258 г., и в Никли был собран парламент и высокий суд, чтобы судить побежденных. Князь помиловал Жоффруа, и его конфискованные земли были возвращены, но на этот раз в качестве личного дара, а не феодального владения по праву завоевания.

## Битва при Пелагонии, византийский плен и пребывание в Италии

Морея в конце Средних Веков.

В 1259 году Жоффруа в составе армии княжества участвовал в битве при Пелагонии. В ходе сражения согласно Морейской хронике убил возглавлявшего немецких наёмников империи герцога Карентаны (точно не ясно, кем именно был этот человек). Князь и большинство его баронов, включая Жоффруа были схвачены после битвы.
Франкские сеньоры оставались в плену до 1261 г., когда после отвоевания Константинополя император Михаил VIII Палеолог предложил освободить их в обмен на присягу на верность и уступку ряда крепостей в Юго-Восточной Мореи. После того, как Гильом II согласился, Жоффруа был освобожден для передачи предложения императора дворянам княжества. В Никли состоялось заседание ассамблеи в присутствии Жоффруа, Ги де ла Роша и канцлера княжества Леонарда Верольского. Пленных правителей представляли их жены, благодаря чему это собрание стало известно как «Дамский парламент». Собравшиеся согласились с предложенными условиями, Жоффруа передал замки грекам и вернулся в Константинополь вместе с несколькими заложниками, после чего князь с баронами были освобождены.
Сдача крепостей положила начало длительному периоду борьбы за контроль над Мореей между Византией и княжеством. Князь Гильом II был освобожден папой Урбан IV от его присяги Палеологу, и война началась почти сразу после его возвращения. Несмотря на это, Жоффруа отлучился из Мореи без разрешения дяди и провел в Италии с 1263 по 1265 гг., якобы в паломничестве, но на самом деле живя с женой одного из своих феодалов Жака де Катава. Его отсутствие позволило жителям Скорты поднять восстание и помочь византийцам в их наступлении, которое было остановлено де Катавой в битве при Принице. Жоффруа за это был снова лишён баронства, но по возвращении получил помилование и восстановлен в правах.

## Последующие годы и смерть
Жоффруа снова упоминается в кампаниях начала 1270-х г., когда Палеолог послал в Морею полководца Алексея Дуку Филантропена. В 1270 году Жоффруа и соседний барон Акова присоединились к армии княжества со 150 всадниками и 200 пехотинцами. Латинские силы совершили набег на византийские владения в Лаконии, но Филантропен избежал участия в решающем сражении. Последовал период относительного мира из-за попыток Палеолога умилостивить Папу на продолжающемся Втором Лионском соборе, но в 1275 г. взаимное перемирие было нарушено греками. Гильом II де Виллардуэн доверил Жоффруа отряд из 50 всадников и 200 арбалетчиков, который поставил для охраны ущелий Скорты, но барон умер от дизентерии в конце 1275 году. После его смерти Каритина все чаще подвергалась нападениям византийцев, которые захватили её в 1320 году.
Жоффруа умер бездетным; его баронство из-за отсутствия прямых наследников было разделено: половина осталась у вдовы Изабеллы де ла Рош, вышедшей перед смертью в 1279 г. замуж за графа Бриени Гуго, другая половина перешла к князю. В течение следующих нескольких лет появились два претендента на наследство: ничего не добившийся некий Джон Пестель и племянник покойного Жоффруа Младший, которому после большого упорства удалось получить фьеф Морена.

## В культуре
Герой романа 1962 года Фантазии лорда Жоффруа Альфреда Даггана. Изображён как высший образец качеств и недостатков франкского рыцарства.